# Sömmerda (stad)
Sömmerda is een stad in de Duitse deelstaat Thüringen en de hoofdstad van het gelijknamige Landkreis. De gemeente telt 18.886 inwoners en is gelegen aan de Unstrut.

## Geschiedenis

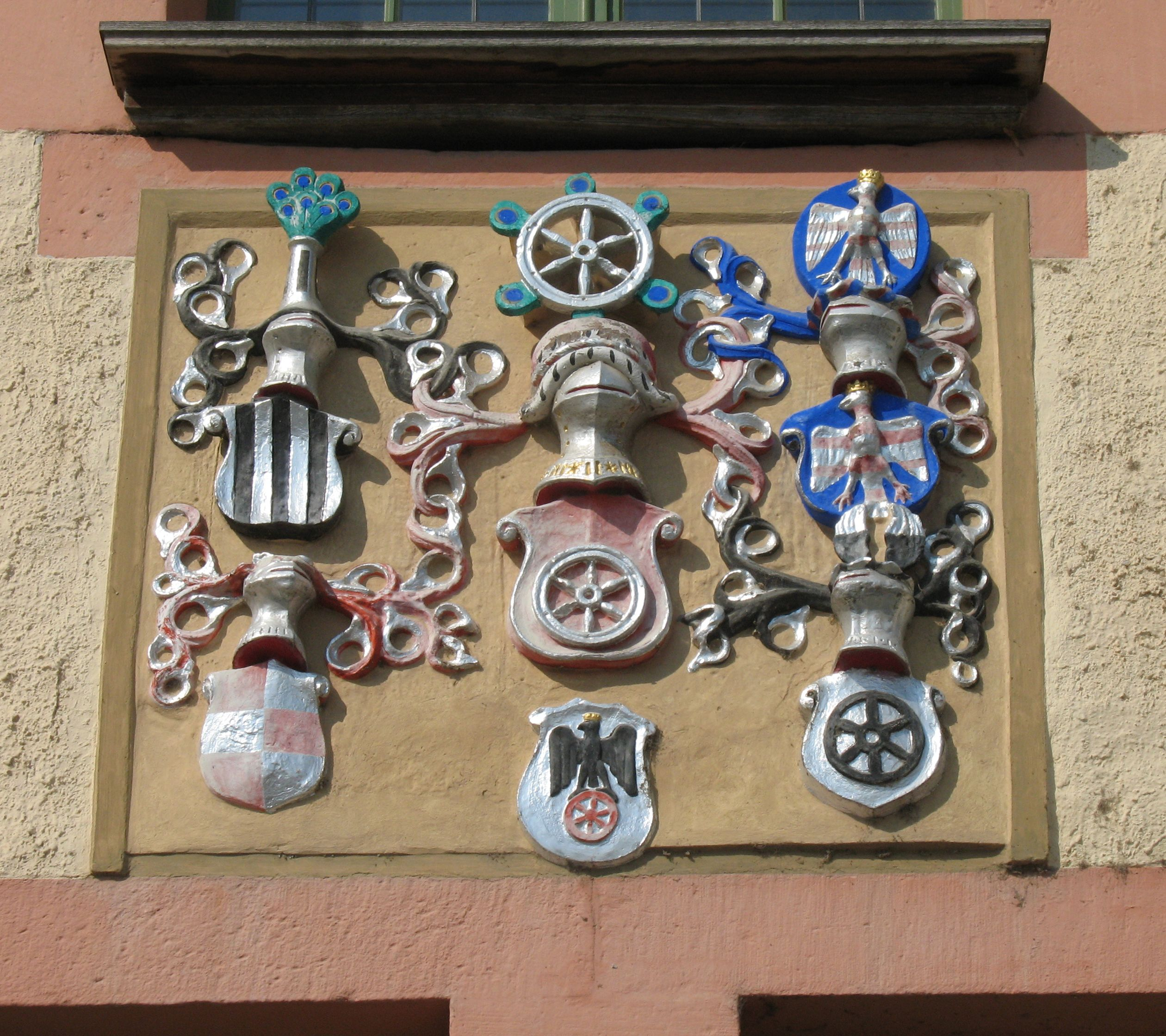
Wapens

Sömmerda werd in 876 voor het eerst genoemd als Sumiridi en werd in 1420 voor het eerst als oppidum (stad) aangeduid. Van 1342 tot 1418 behoorde het tot het graafschap Schwarzburg, waarna het tot 1802 tot Erfurt behoorde en vervolgens samen met die stad aan Pruisen kwam. Het ontwikkelde zich in de 19de eeuw tot industriestad dankzij Johann Nikolaus von Dreyse, de uitvinder van het naaldgeweer, die er een gewerenfabriek vestigde. Deze kwam later in handen van Rheinmetall.

## Bestuurlijke indeling
Sömmerda telt naast de kernstad acht Ortsteile, voormalige gemeenten, die samen zes Ortschafte met een eigen plaatselijk bestuur omvatten: Orlishausen/Frohndorf, Leubingen/Stödten, Rohrborn, Schallenburg, Tunzenhausen en Wenigensömmern.

## Stadsbeeld
Sömmerda ligt grotendeels op de rechteroever van de Unstrut. De middeleeuwse ommuring rond de Altstadt is nog gedeeltelijk intact, inclusief zes muurtorens en het Erfurter Tor uit 1395.
Het renaissance-raadhuis op de Marktplatz dateert uit de 16de eeuw. Op hetzelfde plein staat de stadskerk, de eenbeukige laatgotische lutherse Bonifatiuskirche met een barokorgel (Johann Georg Krippendorf) en een toren uit 1464 met drie geledingen.
In het noordoosten van de stad ligt de Gartenbergsiedlung, een tuindorp uit de jaren 1914-1918.

## Verkeer
Sömmerda is sinds 2004 via de Bundesautobahn 71 verbonden met Erfurt. De weg zal vanaf Sömmerda nog naar het noorden worden doorgetrokken.
Sömmerda is de enige stad in Thüringen met een kruisingsstation: de spoorlijn tussen Erfurt en Sangerhausen kruist hier de "Pepermuntlijn" van Straußfurt naar Kölleda. Sömmerda is sinds 1874, toen de Saal-Unstrut-Eisenbahn-Gesellschaft laatstgenoemde spoorlijn opende, aangesloten op het spoorwegnet.
Het plaatselijke en regionale busvervoer wordt verzorgd door ÖPNV Sömmerda mbH.

## Media
De Thüringer Allgemeine uit Erfurt geeft een lokale editie voor Sömmerda uit.

## Partnersteden
- Böblingen (Duitsland, sinds 1988)
- Kėdainiai (Litouwen, sinds 1989)

## Geboren in Sömmerda
- Christian Gotthilf Salzmann (1744-1811), pedagoog
- Johann Nikolaus Dreyse (1787-1867), uitvinder en ondernemer
- Thomas Linke (26 december 1969), voetballer

Alperstedt ·
Andisleben ·
Büchel ·
Buttstädt ·
Eckstedt ·
Elxleben ·
Gangloffsömmern ·
Gebesee ·
Griefstedt ·
Großmölsen ·
Großneuhausen ·
Großrudestedt ·
Günstedt ·
Haßleben ·
Henschleben ·
Kindelbrück ·
Kleinmölsen ·
Kleinneuhausen ·
Kölleda ·
Markvippach ·
Nöda ·
Ollendorf ·
Ostramondra ·
Rastenberg ·
Riethgen ·
Riethnordhausen ·
Ringleben ·
Schloßvippach ·
Schwerstedt ·
Sömmerda ·
Sprötau ·
Straußfurt ·
Udestedt ·
Vogelsberg ·
Walschleben ·
Weißensee ·
Werningshausen ·
Witterda ·
Wundersleben